# Bodenrahmenrichtlinie
Die Bodenrahmenrichtlinie war eine geplante Richtlinie der Europäischen Union zur Regelung des Bodenschutzrechts, durch die die zunehmende Bodendegradation in den EU-Mitgliedsstaaten reduziert werden sollte. Die Richtlinie wurde nicht verabschiedet.
Die Europäische Kommission hatte den Vorschlag für die Bodenrahmenrichtlinie – gemeinsam mit ihrer „Thematischen Bodenschutzstrategie“ – am 22. September 2006 vorgelegt.
Gemäß dem Kommissionsentwurf aus dem Jahr 2006 lautet der volle Titel der Bodenrahmenrichtlinie „Richtlinie des Europäischen Parlaments und des Rates zur Schaffung eines Ordnungsrahmens für den Bodenschutz“ (engl. Directive of the European Parliament and of the Council establishing a framework for the protection of soil).
Am 21. Mai 2014 hat die Europäische Kommission alle Entwürfe und Vorschläge zur Bodenschutzrichtlinie zurückgezogen. Zuvor hatte es langen Diskussionen zwischen den Mitgliedsstaaten und dem Europäischen Parlament über die geplanten Regelungsinhalte gegeben, zu denen keine Einigung erzielt werden konnte.

## Entwicklung des Europäischen Bodenschutzrechts
Bereits im Jahre 1972 hatte der Europarat in Bezug auf den Bodenschutz eine internationale Vorreiterrolle übernommen und in der Europäischen Bodencharta Prinzipien für den Schutz des Bodens vor Bodengefährdungen formuliert.
2002 wurde – angesichts der Bedeutung des Bodens und der Notwendigkeit, eine weitere Verschlechterung der Bodenqualität zu verhindern – im sechsten Umweltaktionsprogramm der Europäischen Gemeinschaft die Entwicklung von sieben Umweltschutzstrategien festgeschrieben. Eine dieser Strategien ist die „Thematische Bodenschutzstrategie“. Der Schutz der natürlichen Ressourcen und die Förderung der nachhaltigen Bodennutzung gehören dabei zu den essentiellen Zielen des Aktionsprogramms. Auf der Grundlage des Aktionsprogramms kündigte die EU-Kommission in ihrer Mitteilung „Hin zu einer spezifischen Bodenschutzstrategie“ im selben Jahr an, das politische Engagement für den Bodenschutz weiterzuentwickeln, einen umfassenderen und systematischeren Bodenschutz zu ermöglichen und dabei einen Vorschlag für eine Bodenrahmenrichtlinie vorzulegen.
Im Folgenden stieß die Vorlage des Bodenrahmenrichtlinienentwurfs indessen dank massiver Einwirkungen insbesondere der Agrarlobby auf erheblichen Widerstand. Die Generaldirektion Umwelt (ENV) setzte gleichwohl – nach dem Scheitern zweier Vorentwürfe vom Januar und vom Mai 2006 – in der Kommission die Vorlage der endgültigen Fassung der Thematischen Strategie und den Vorschlag für eine „Richtlinie des Europäischen Parlaments und des Rates“ im September 2006 durch.
Das Europäische Parlament und der Ausschuss der Regionen haben dem Entwurf der Bodenrahmenrichtlinie (BRRL) anschließend jeweils mehrheitlich zugestimmt. Nur im Europäischen Rat steht ein Beschluss noch aus (Stand: September 2008), da der erste Abstimmungsversuch von den Gegnern einer europaweiten Bodenschutzregelung in der Ratssitzung am 20. Dezember 2007 verhindert wurde. Das Vorhaben wurde in der Sitzung von 21 Mitgliedstaaten unterstützt, die Vertreter der Mitgliedstaaten Deutschland, Vereinigtes Königreich, Niederlande, Österreich sowie eingeschränkt Frankreich blockierten eine Einigung jedoch. Somit bleibt die Bodenrahmenrichtlinie weiter auf der politischen Agenda des Rates, die Entscheidung wurde lediglich ausgesetzt.
Bis zu einem Beschluss der Richtlinie ist der Bodenschutz auf europäischer Ebene also noch nicht Gegenstand eines eigenständigen Bodenschutzrechts, sondern nur partiell durch spezielle Richtlinien geregelt, die lediglich Einzelprobleme des Bodenschutzes betreffen, wie etwa die Nitratrichtlinie.
Daneben führte die Entwicklungspolitik für die ländlichen Räume bereits zur Einbeziehung von Bodenschutzaspekten in die reformierte Gemeinsame Agrarpolitik. Als wesentlich für die Praktizierung einer bodenfreundlicheren landwirtschaftlichen Praxis erwies sich die Verbindung der Direktzahlungen der EU an Landwirte mit Umweltschutzvorgaben im europäischen Agrarrecht.
Allerdings sind diese Maßnahmen nicht in jedem Falle obligatorisch und sie wenden sich nur an diejenigen Landwirte, die tatsächlich Empfänger von Direktzahlungen sind. Folglich trägt „Cross Compliance“ nur teilweise zur Einhaltung des Umweltrechts und damit zur Bewahrung der Bodenqualität und nachhaltigen Nutzung des Bodens bei.

## Regelungshoheit der EU
Grundlegend für die Regelungsbefugnis der Europäischen Gemeinschaft für den Bodenschutz ist Artikel 191 (ex-Artikel 174) des EG-Vertrags (EGV), nach dessen Abs. 1 die Umweltpolitik der Gemeinschaft zur Verfolgung der nachstehenden Ziele beiträgt:
- Erhaltung und Schutz der Umwelt sowie Verbesserung ihrer Qualität,
- Schutz der menschlichen Gesundheit,
- umsichtige und rationelle Verwendung der natürlichen Ressourcen,
- Förderung von Maßnahmen auf internationaler Ebene zur Bewältigung regionaler oder globaler Umweltprobleme und insbesondere zur Bekämpfung des Klimawandels.

## Richtlinienziele
Trotz der globalen Erwärmung und der damit verbundenen Risiken wurde das Nachhaltigkeitsgebot in einem wichtigen Bereich des Umweltschutzes, dem Bodenschutz, auf europäischer Ebene bisher nicht hinreichend umgesetzt. Den vielfältigen und teils akuten Gefährdungen der Böden sowie des Grundwassers muss jedoch fachlich wie administrativ begegnet werden. Mit Hilfe der Bodenschutzstrategie der Europäischen Kommission und der Bodenrahmenrichtlinie soll auch ein Beitrag zum globalen Klimaschutz geleistet werden. Daneben soll das mitgliedstaatliche Bodenschutzrecht harmonisiert werden.

### Bodenschutz
Die Bodenrahmenrichtlinie versucht, den Grundsatz der Nachhaltigkeit im Bereich des Bodenschutzes umzusetzen. Die grundlegenden Ziele der BRRL folgen dabei allgemeinen Bodenschutzvorgaben: Vermeidung weiterer Verschlechterung der Bodenqualität, Erhaltung der Bodenfunktionen und Wiederherstellung geschädigter Böden, letzteres unter Funktionalitätsgesichtspunkten sowie Kostenberücksichtigung. Dies bedeutet unter anderem Schutz der Böden vor Erosion, Verdichtung, Versalzung, Versauerung, Verlust organischer Substanzen, und vor Verunreinigungen (Schadstoffbelastungen). Zu den gravierendsten Schadstoff-Gefährdungen des Bodens gehören wiederum Altlasten, denen das bestehende deutsche Bodenschutzrecht seine besondere Aufmerksamkeit widmet.
In der deutschen Umweltpolitik bevorzugt thematisiert wird die Gefährdung des Bodens durch Überbauung. Durch die anhaltende Flächenversiegelung besonders betroffen ist das Umland der Städte und Gemeinden, und dies, obwohl dort Brachflächen (ehemals bebautes Land) in großem Umfang fürs Flächenrecycling zur Verfügung stehen. Darüber hinaus wurden und werden die Böden in den letzten Jahrzehnten in der Landwirtschaft mit einem enormen erheblichen Technik- und Energieaufwand zur Produktion immer größerer Mengen an Biomasse gebracht. Dies wird sich mit Rücksicht auf den Energiepflanzenboom weiter fortsetzen. Dabei wurden schon bisher die Belastungskapazitäten deutlich überschritten. Nicht nur der Flächenbedarf und die Ansprüche an die Qualität der Böden sind bei der landwirtschaftlichen Bodennutzung am höchsten, sondern auch der Substanzverlust und der Qualitätsverlust. Spätestens seit 1994 weisen unterschiedliche Gremien und Experten deutlich auf die daraus resultierenden Probleme (Erosion, Verringerung der Grund- und Oberflächengewässerqualität, Minderung der Bodenfruchtbarkeit) hin. Der boomende „Bio-Energiepflanzenanbausektor“ verschärft die Problematik noch, da zusätzlich zur Flächenkonkurrenz mit der Nahrungsmittelproduktion die Zunahme des einseitigen Anbaus v. a. von Silo-Mais den prekären Humushaushalt und die Gesundheit der Böden noch mehr verschlechtert. Eine weitere Gefährdung des Bodens verursacht die Gentechnik und der mit ihrer Hilfe bewirkte Eintrag neuartiger Substanzen. Das Risiko besteht hier darin, dass es durch Erbgutaustausch zwischen den gentechnisch veränderten Pflanzen und den am Standort vorkommenden Arten zu einer Veränderung der ökologischen Ressourcen, insbesondere der Arten und deren Leistungen kommt.

### Gewässerschutz
Der Boden ist, wie in der „thematischen Bodenschutzstrategie“ nachgewiesen, erheblich gefährdet, so dass hoheitliches Handeln dringend erforderlich ist. Eine der wichtigsten Funktionen des Bodens besteht im Schutz der Gewässer.
Verdichtung und Versiegelung des Bodens vermindert seine Speicherfähigkeit und Durchlässigkeit und verringert die Grundwasserneubildung. Dies ist besonders unter dem Gesichtspunkt der Wassergewinnung von Bedeutung, denn beispielsweise wird in Deutschland 65 % des Trinkwassers aus dem Grundwasser gewonnen. Bodenschutz ist daher immer auch Gewässerschutz.

## Kontroverse
In der kontroversen Diskussion wurde von den Gegnern der europäischen Initiative behauptet, die in der Bodenrahmenrichtlinie vorgesehenen Maßnahmen und Instrumente, insbesondere der „Risikogebietsansatz“, brächten den Schutz des Bodens in Europa nicht voran, führten nicht zu einer Verbesserung der Vorsorge gegenüber Verschlechterungen der Böden, behinderten die Landwirtschaft, gefährdeten die ökonomische Entwicklung der Gemeinschaft und leisteten einer zunehmenden bürokratischen Zentralisierung Vorschub.
Die Europäische Kommission hat sich dagegen gewandt und darauf hingewiesen, es sei zu berücksichtigen, dass bislang nur weniger als ein Dutzend Mitgliedstaaten in der erweiterten Gemeinschaft auf nationaler Ebene überhaupt irgendeine Form von Bodenschutzpolitik betrieben. Die großen Unterschiede zwischen den nationalen Bodenschutzregelungen (die überwiegend nicht oder sonst unzureichend vorliegen) führten dazu, dass die Wirtschaftsteilnehmer mit sehr unterschiedlichen Verpflichtungen konfrontiert seien.
Deutsche Fachverbände wie der Ingenieurtechnische Verband altlasten (ITVA), der Bundesverband Boden und der BUND begrüßten einhellig sowohl die Bodenschutzstrategie als auch den BRRL-Entwurf. Auch das Bodenbündnis europäischer Städte, Kreise und Gemeinden (European Land and Soil Alliance, ELSA) begrüßte den Richtlinienentwurf und forderte die einen Beschluss 2007 blockierenden Regierungen (u. a. die deutsche Regierung) auf, ihre Haltung zu überdenken.

### Risikogebietsansatz
Der „Risikogebietsansatz“ im Bodenschutz ist eine Neuerung, mit dessen Hilfe das Nachhaltigkeitsgebot operationalisiert und Vorsorge gegenüber den aktuellen Bodengefährdungen getroffen wird. Die entsprechenden Bodengefährdungen sind in der „thematischen Bodenschutzstrategie“ der Europäischen Kommission im Einzelnen erläutert.
Im Umweltrecht der europäischen Mitgliedstaaten – soweit es dort bodenschutzspezifische Regelungen gibt – findet sich bisher kein derartiges Vorsorgeinstrumentarium bezüglich aktueller Gefährdungen. Die dementsprechenden Bestimmungen der Bodenrahmenrichtlinie würden deswegen zur Folge haben, dass alle Mitgliedstaaten – auch die Mehrzahl derjenigen, in denen es bisher überhaupt kein Bodenschutzrecht gibt – Maßnahmen der Bodenvorsorge zumindest in den designierten „Risikogebieten“ treffen müssten.